# 戰爭與和平中人們的故事
《战争与和平中人们的故事》，是一齣2007年亞美尼亞紀錄片，在荷蘭海牙首映。

## 內容大綱
記者瓦爾丹·霍萬尼西安在納戈爾諾－卡拉巴赫戰爭期間採訪被俘獲的軍民，紀錄他們當下的想法、以及給家人的遺言。十二年後，霍萬尼西安回到當年的戰地，與倖存的受訪者重聚；電影中的受訪者有的妻離子散、有的遭到囚禁、有的則被關進了精神病院，而參戰的軍士視服務祖國為榮譽。電影試圖對战争与和平作出反思，描寫納戈爾諾－卡拉巴赫戰爭對年輕亞美尼亞士兵的心理影響，不側重戰爭爆發的原因，並希望人們思考戰爭的代價、思考戰火如何改變一個人的生命。

## 外界反應
評論網站爛番茄給予《戰爭與和平中人們的故事》3.9分（滿分為5分）的分數；影評博客/Film形容此電影「簡明扼要」，清楚明白、且徹底完成它的使命，但同時指出電影也許過短。
阿塞拜疆曾經多番嘗試阻止《戰爭與和平中人們的故事》上映。阿塞拜疆駐英國大使拉斐爾·易卜拉欣莫夫曾來函英国广播公司，批評這部電影威脅地區穩定，但英国广播公司繼續播映此電影。阿塞拜疆又要求阿姆斯特丹国际纪录片电影节刪除此電影，但遭到拒絕，電影更多次在影展獲獎。有居美國的阿塞拜疆人要求公共电视网不在全國播出此電影，但公共电视网沒有理會此要求。

## 荣誉
| 年份   | 奖项             | 类别                       | 获奖或 被提名者   | 結果 | 參考資料 |
| ------ | ---------------- | -------------------------- | ----------------- | ---- | -------- |
| 2007年 | 亞太電影獎       | 最佳長篇紀錄片             | 電影本身          | 提名 | [ 8 ]    |
| 2007年 | 翠貝卡電影節     | 最佳新晉紀錄片製作人       | 瓦爾丹·霍萬尼西安 | 獲獎 | [ 2 ]    |
| 2007年 | 翠貝卡電影節     | 最受觀眾歡迎獎——國際紀錄片 | 電影本身          | 獲獎 | [ 2 ]    |
| 2007年 | 華沙國際電影節   | 最佳紀錄片                 | 電影本身          | 提名 | [ 2 ]    |
| 2007年 | 埃里溫國際電影節 | 費比西獎                   | 電影本身          | 獲獎 | [ 9 ]    |
| 2007年 | 埃里溫國際電影節 | 普世評委獎                 | 電影本身          | 獲獎 | [ 9 ]    |
| 2007年 | 埃里溫國際電影節 | 金杏獎——最佳紀錄片         | 電影本身          | 獲獎 | [ 9 ]    |
| 2007年 | 埃里溫國際電影節 | 銀杏獎——特別獎             | 電影本身          | 獲獎 | [ 9 ]    |

## 外部連結
- YouTube上的A Story of People in War and Peace：電影預告片